# 비성소수자
비성소수자(非性少數者, 영어: non-sexual minority)는 트랜스젠더, 젠더퀴어, 간성, 동성애자, 양성애자, 범성애자, 무성애자 등과 같은 성소수자가 아닌 이를
말한다. 현재 시점에는 이성애자이면서 시스젠더인 이가 해당된다. 성소수자 권리를 위해 함께 싸우는 비성소수자를 엘라이라고 한다.